# Labinskij rajon
Il Labinskij rajon (in russo Лабинский район?) è un rajon del Kraj di Krasnodar, nella Russia europea.